# Procureur général de l'État de New York
Le procureur général de l'État de New York (en anglais, Attorney General of New York) est le procureur général d'État (officier judiciaire en chef) de l'État de New York. Il dirige le Department of Law (Département de la Justice) au sein de l'exécutif de l'État de New York.
Le poste de procureur général est occupé par Letitia James depuis le 1er janvier 2019.

## Fonctions
Le procureur général conseille le pouvoir exécutif du gouvernement de l'État et défend les actions et les poursuites au nom de l'État. Il agit indépendamment du gouverneur de l'État de New York. Les règlements du département sont indiquées dans le titre 13 des Codes, règles et règlements de New York.

## Liste des procureurs généraux
| Période     | Nom               |
| ----------- | ----------------- |
| 1994        | Oliver Koppell    |
| 1995-1998   | Dennis Vacco      |
| 1999-2006   | Eliot Spitzer     |
| 2007-2010   | Andrew Cuomo      |
| 2011-2018   | Eric Schneiderman |
| 2018-2018   | Barbara Underwood |
| Depuis 2019 | Letitia James     |

## Organisation

### Procureur général adjoint
| Période   | Nom         |
| --------- | ----------- |
| 2011-2015 | Harlan Levy |

### Conseiller général
| Période     | Nom                    |
| ----------- | ---------------------- |
| 1979-1982   | Shirley Adelson Siegel |
| 1986-1991   | O. Peter Sherwood      |
| 1991-1994   | Jerry Boone            |
| 1995-1996   | Victoria A. Graffeo    |
| 1996-1998   | Barbara Gott Billet    |
| 1999-2001   | Preeta D. Bansal       |
| 2001-2007   | Caitlin Halligan       |
| Depuis 2007 | Barbara Underwood      |

## Durée du mandat
De 1684 à 1777, lorsque New York était sous le gouvernement colonial britannique, le procureur général était nommé par la Couronne britannique, ou le gouverneur colonial en son nom. En 1693, le procureur général gagne un salaire de 50 livres.
De 1777 à 1822, le procureur général est nommé par le Conseil de nomination.
De 1823 à 1846, le procureur général a été élu par l'Assemblée législative de l'État de New York pour un mandat de trois ans. Les procureurs généraux sont élus par les électeurs depuis 1847.